# The Tornadoes
The Tornadoes waren eine US-amerikanische Surf-Rock-Band der 1960er Jahre, die 1961 von den Brüdern Gerald Sanders (Bass) und Norm „Roly“ Sanders (Gitarre) sowie ihrem Cousin Jesse Sanders (Gitarre) und Leonard Delaney Schlagzeug in San Bernardino, Kalifornien unter dem Namen The Vaqueros gegründet wurde. Mit dem Zugang des Band-Mitglieds George White (Saxophon) wurde der Name in The Tornadoes geändert.

## Geschichte
The Tornadoes hatten den ersten instrumentalen Surf-Hit in den USA 1962 mit Bustin Surfboards, veröffentlicht auf Aertaun Records und waren damit auch die erste Surf-Rock-Band mit USA-weiter Radio-Sendezeit. (Das Lied Bustin Surfboards beginnt mit einer Ozean-Welle, die während des kompletten Liedes zu hören ist und vermittelt den Eindruck am Strand zu sein.)
Mit einem Reverb-Effektgerät „Marke Eigenbau“, das klassische Fender Reverb gab es zu diesem Zeitpunkt noch nicht, schafften die Tornadoes den später typischen Sound des bis dahin noch aufkeimenden Surf-Genres zu treffen. Goldmine, „die Bibel der Plattensammler“, über die Platte: „‚Bustin Surfboards‘ is the rarest of holy grails for hodaddies and surf bunnies alike... surf music at its earliest and coolest.“
Die The Tornadoes blieben in den folgenden Jahren eine beliebte Band der kalifornischen Surf-Szene.
Das gleichnamige Album Bustin Surfboards wurde 1963 veröffentlicht, schaffte es aber nicht, an den Debüt-Erfolg anzuschließen. Das Lied Shootin' Beavers wurde von den Radiostationen aufgrund des anzüglichen Titels verbannt.
Nach dem Erfolg der britischen Band The Tornados mit der Single Telstar (erster Nr. 1 Hit einer britischen Band in den USA) änderte die Band ihren Namen kurzfristig in The Hollywood Tornadoes.
Nach den anfänglichen Erfolgen mit Bustin Surfboards, The Gremmie, Shootin' Beavers und Moondawg gab es keine weiteren Hits mehr, obwohl die Band eines der einflussreichsten Alben des Surf-Rocks veröffentlicht hatte. Zwischen 1962 und 1964 spielte die Band Konzerte unter anderem mit den Beach Boys, Jan and Dean und den Surfaris.
Ende der 60er Jahre lösten sich die Tornadoes auf und die Bandmitglieder widmeten sich anderen Karrieren. 1993 veröffentlichte Sundazed Records in New York das 1963er Album auf CD. Im gleichen Jahr fanden auch alle Gründungsmitglieder zusammen, um in Huntington Beach mit Dick Dale, Jan and Dean, den Surfaris und den Kingsmen ein großes Reunion-Konzert zu geben.
Mit dem Erfolg von Bustin' Surfboards auf dem 1994er Pulp Fiction Soundtrack und dem erneut gewachsenen Interesse an der Band begannen die Tornadoes wieder regelmäßig in Originalbesetzung aufzutreten.
1998 veröffentlichten die Tornadoes das Album Bustin Surfboards '98 bei Garland Records. 1999 wurden sie in die Surf Music Hall of Fame aufgenommen. Bis heute spielen noch vier Mitglieder der 60er Jahre Besetzung, Gerald Sanders, Norm Sanders, Jesse Sanders und Leonard Delaney.
George White, der Saxophonspieler, verließ 1996 die Band und wurde durch Ernie Tavizon bis 1999 ersetzt. Seit 1999 ist Joel Willenbring (The Lively Ones) Mitglied der Band.
2005 veröffentlichten die Tornadoes das Album Now and Then bei Crossfire Publications.

## Diskografie

### Alben
- 1963: Bustin’ Surfboards
- 1998: Bustin’ Surfboards ’97/’98
- 2005: Now and Then

### Singles
- 1962: Bustin’ Surfboards
- 1962: The Gremmie
- 1963: Moon Dawg
- 1963: Shootin' Beavers
- 1964: Lightin’

### Erscheinungen auf Kompilationen
- 1981: New Wave Surf Party
- 1982: Bustin’ Surfboards
- 1991: Surfin’ Wild
- 1993: Surf & Drag – Vol. 02
- 1994: Pulp Fiction
- 1996: Cowabunga Surf Box
- 1996: Hang 10
- 1997: The World of Surf Music
- 1997: Kahuna Classics
- 1998: Compated Cats – Vol. 2
- 1998: Bustin’ Surfboards 97
- 1998: More Surf Legends (and Rumors)
- 1999: Beyond the Surf
- 2000: A Surfer’s Paradise
- 2003: Legends of Guitar, Vol. 5 Surf
- 2003: Lost Legends of Surf Guitar – Vol. 02
- 2004: Surf Guitars Rumble – Vol 2
- 2005: Quite a Party
- 2005: Surfin’ Instrumentals
- 2006: Rare Instrumentals – Vol. 08